# Wade Robson
Wade Jeremy William Robson (Brisbane, Queensland, 17 de septiembre de 1982) es un bailarín y coreógrafo australiano. Comenzó a actuar como bailarín a la edad de cinco años. Ha dirigido videos musicales y giras mundiales para artistas pop como NSYNC y Britney Spears. Robson fue el presentador y productor ejecutivo de The Wade Robson Project, que se emitió en MTV en 2003. En 2007, se unió a la serie de baile de televisión de Fox, So You Think You Can Dance, como juez y coreógrafo.

## Carrera

### Carrera temprana
Robson estuvo en una compañía de talentos llamada Johnny Young 's Talent School. El grupo hacía 14 shows por semana, generalmente en lugares como centros comerciales. Cuando tenía nueve años, Robson se mudó a los Estados Unidos con su madre y su hermana. Michael Jackson les ayudó en el traslado, y debido a la persistencia por parte de la madre de Wade a Michael para que pudiera embarcar a su hijo en sus proyectos, Jackson le ayudó dándole la oportunidad de aparecer en tres videos musicales: "Black or White", "Jam" y "Heal the World".
A la edad de 11 años, Robson tenía un agente. Junto con su amigo DeWayne Turrentine, formó el dúo de hip-hop Quo y, a finales de año, lanzó un álbum con el sello MJJ Music de Jackson [6] a través de Epic / SME Records. Al año siguiente, estaba dando clases de baile en Hollywood. Formó una compañía de niños bailarines, que actuó internacionalmente. Recibió su primer trabajo de coreografía para el grupo de R&B Immature a los 14 años. El trabajo lo llevó a otros para artistas como Britney Spears. Los clientes a veces se mostraban reacios a seguir las indicaciones de Robson, un "niño blanco flaco" que se describe a sí mismo. Cuando Spears entrevistó por primera vez a Robson para hacer la coreografía de su gira, exclamó: "¡Es un maldito bebé!"; ella esperaba que él tuviera entre 30 y 40 años.
A fines de la década de 1990, cuando aún era un adolescente, Robson coreografió los comerciales de Pepsi de Spears, incluido uno que se emitió durante el Super Bowl de 2001. Coreografió la actuación de NSYNC y Spears en los Video Music Awards de 1999 y codirigió las giras mundiales de 1999-2000 de Spears, así como la gira 2000 No Strings Attached de NSYNC. En 2001, coreografió el video I'm a Slave 4 U de Spears y fue coreógrafo y director de la gira PopOdyssey de 2001 de NSYNC. En el video musical de NSYNC "Pop", Robson tuvo que reemplazar al miembro de NSYNC Joey Fatone durante varias de las secuencias de baile debido a una lesión que Fatone sufrió en un concierto de NSYNC la noche anterior a la filmación del video. Ese mismo año, dirigió Spears's Dream Within a Dream Tour. 
Robson y Justin Timberlake de NSYNC se asociaron en 2001, coescribiendo los exitosos sencillos "Pop", "Gone" y "See Right Through You" en el último álbum de NSYNC, Celebrity. Robson había escrito inicialmente "Celebrity" para su propio álbum, pero fue persuadido de dejar que NSYNC lo grabara en su lugar. También coescribieron "What It's Like to Be Me" de Britney Spears, en la que Timberlake cantó coros. Los derechos de autor de la canción son propiedad conjunta de las respectivas compañías de Robson y Timberlake, WaJeRo Sound y Tennman Tunes.

### Carrera profesional
Robson es el creador y anfitrión del programa de talentos de MTV, The Wade Robson Project, donde buscó bailarines de hip-hop. El programa estuvo patrocinado por Juice Batteries.
La empresa de ropa de baile Power T Dance desarrolló una línea de zapatos de baile de consumo de marca con Robson. Los zapatos se distribuyeron en los Estados Unidos a través de Ralph Libonati Co. Robson apareció como él mismo en la película de danza urbana de 2004 You Got Served, que ganó la Mejor Secuencia de Danza (Largometraje) en los American Choreography Awards de 2004. Robson se ha unido a varios otros coreógrafos como Mia Michaels y Shane Sparks en el PULSE Tour, una serie de talleres de fin de semana a nivel nacional diseñados para darles a los bailarines la oportunidad de entrenar con los mejores coreógrafos. 
En 2007, Robson comenzó a coreografiar American Idols LIVE! Excursión. También coreografió piezas de grupo y de pareja para la segunda y tercera temporadas de So You Think You Can Dance. En septiembre de 2007, Robson recibió un premio Primetime Emmy por coreografía sobresaliente por el número de baile "Ramalama (Bang Bang)". "en la (temporada 2) de So You Think You Can Dance.
Robson recibió su segundo premio Primetime Emmy en 2008 en la temporada 3 de So You Think You Can Dance por la rutina de jazz "Humming Bird and the Flower". La actuación fue alabada por el productor ejecutivo del programa, Nigel Lythgoe, quien la calificó como "absolutamente genial, brillante y una de esas rutinas que recordaremos en esta serie durante mucho tiempo". 
Robson y su esposa Amanda fueron contratados por la cantante Britney Spears para dirigir y coreografiar The Circus Starring Britney Spears. Cuando se le preguntó acerca de trabajar en la gira, Robson dijo: "Mi esposa y yo estamos coescribiendo y diseñando. Probablemente coreografiaré un tercio y contrataré a otros coreógrafos para diferentes secciones. Estamos en el en medio de eso ".Los ensayos estaban programados para comenzar en enero de 2009. Robson y su esposa fueron reemplazados por Jamie King. Los representantes de Spears explicaron que Robson solo fue contratado para coreografiar la gira promocional de Circus, que terminó en Japón en diciembre de 2008. 
Robson coreografió la película animada Happy Feet Two, estrenada en 2011. Originalmente estaba destinado a dirigir Step Up Revolution (estrenada en 2012), pero abandonó el proyecto por motivos personales. Fue reemplazado por Scott Speer. 

## Alegatos contra Michael Jackson
Cuando Robson tenía cinco años de edad, se hizo amigo del cantante estadounidense Michael Jackson, quien estaba de gira por Australia. Dos años más tarde, cuando Robson visitó los EE. UU. con su familia para presentarse con la Johnny Young's Talent School en Disneyland, Jackson invitó a la familia a quedarse con él en su hogar, Neverland Ranch, también en California. En 2005, después de que Jackson fue acusado de abuso sexual infantil, Robson testificó en su defensa y dijo que aunque había dormido en la habitación de Jackson varias veces, nunca había sufrido abusos. Jackson fue absuelto. Después de la muerte de Jackson en 2009, Wade dijo: "Su música, su movimiento, sus palabras personales de inspiración y ánimo y su amor incondicional vivirán dentro de mí para siempre".
En 2013, Robson afirmó que Jackson abusó sexualmente de él, en dos visitas a los EE. UU. y después de mudarse con su familia a los EE. UU., cuando Robson tenía entre siete y catorce años. Robson dijo que su negativa anterior se debió a la "completa manipulación y lavado de cerebro" de Jackson, y dijo que Jackson había dicho que ambos irían a la cárcel si alguien se enteraba del abuso. Robson dijo que su cambio de historia fue provocado por convertirse en padre y experimentar crisis nerviosas en 2011 y 2012.
En 2015, el caso de Robson fue desestimado por un juez de Los Ángeles y dictaminó que Robson había incumplido el plazo legal de 12 meses después de la muerte de Jackson. El juez no se pronunció sobre la credibilidad de las denuncias. Las denuncias de Robson y James Safechuck, otro de los acusadores, son el foco del documental Leaving Neverland de 2019.